# Acanthurus albipectoralis
Espèce
Statut de conservation UICN

 LC  : Préoccupation mineure
Acanthurus albipectoralis est une espèce de poisson Perciformes de la famille des Acanthuridae.

## Distribution
Cette espèce se rencontre dans l'océan Pacifique occidental de la grande barrière de corail aux Tonga. Elle se rencontre habituellement de 5 à 20 m de profondeur.

## Description

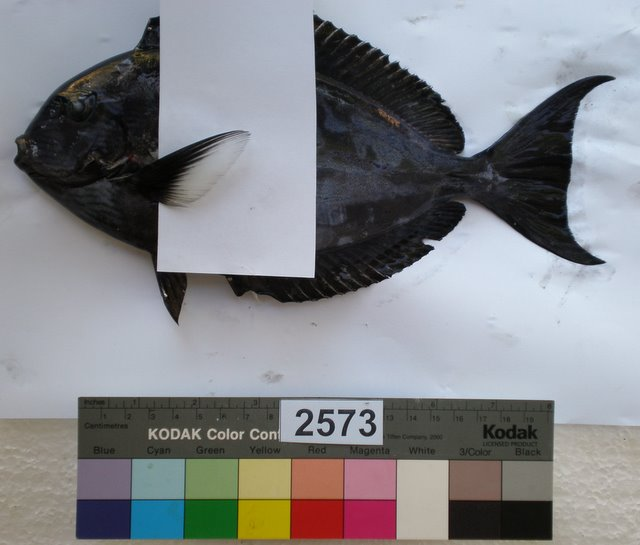
Plusieurs espèces dAcanthurus sont noires, mais Acanthurus albipectoralis se distingue par les pectorales blanches (visibles ici par interposition d'un papier blanc)

Elle mesure jusqu'à 330 mm et se déplace en petits groupes.

## Publication originale
- Allen & Ayling, 1987 : New Australian fishes. Part 5. A new species of Acanthurus (Acanthuridae). Memoirs of the Museum of Victoria, vol. 48, n. 1, p. 15-16.